# قرار مجلس الأمن التابع للأمم المتحدة رقم 1599
قرار مجلس الأمن التابع للأمم المتحدة رقم 1599، المتخذ بالإجماع في 28 نيسان / أبريل 2005، بعد إعادة تأكيد قراراته السابقة بشأن تيمور الشرقية، ولا سيما القراران 1543 (2004) و1573 (2004)، أنشأ المجلس مكتب الأمم المتحدة في تيمور الشرقية لمتابعة بعثة الأمم المتحدة لدعم إلى تيمور الشرقية كبعثة سياسية خاصة لمدة عام واحد حتى 20 مايو 2006.
فوض القرار لمكتب الأمم المتحدة في تيمور الشرقية ببناء السلام، وليس ولاية حفظ السلام.

## القرار

### أعمال
أنشأ القرار مكتب الأمم المتحدة في تيمورالشرقية لمدة عام واحد لدعم تطوير مؤسسات الدولة والشرطة، والتدريب فيما يتعلق بالحكم الديمقراطي وحقوق الإنسان من خلال توفير الضباط المعنيين. وكان من المقرر أن يرأس مكتب الأمم المتحدة ممثل خاص للأمين العام مع التركيز على نقل المهارات والمعرفة لتقديم خدمات أفضل وبناء قدرات المؤسسات.
وفي غضون ذلك، حث المجلس وكالات الأمم المتحدة والجهات المانحة والمؤسسات المالية على مواصلة الإسهام في تنمية تيمور الشرقية وشدد على ضرورة المساءلة عن الانتهاكات الجسيمة لحقوق الإنسان التي ارتكبت في عام 1999.

## روابط خارجية
- نص القرار في undocs.org